# Rhododendron degronianum
Rhododendron degronianum er en stor, stedsegrøn busk med kraftige grene, der efterhånden bliver overhængende. Arten er – som de allerfleste arter af Rododendron – en surbundsplante, og den hårdfør i Danmark. Den bliver dyrket som prydplante på grund af det blanke løv og den tætte blomstring.

## Kendetegn
Rhododendron degronianum udvikler en bred og regelmæssig krone. Skuddene er tykke, men de bliver med tiden overhængende eller endog nedliggende. Knopperne er spredt stillede, og de er små, lysegrønne og spidse. Endeknoppen er dog betydeligt større. Barken er først lysegrøn, men senere bliver den brunlig. Efterhånden kan gamle grene og stammen kan få en lysegrå og svagt opsprækkende bark. Bladene er smalt elliptiske til lancetformede med hele, indbøjede rande. Oversiden er blank og mørkegrøn, mens undersiden brun-orange på grund af en tæt behåring.  Blomstringen foregår i maj-juni, hvor man finder blomsterne siddende få sammen i små stande ved skudspidserne. De enkelte blomster er tragtformede, regelmæssige og 5-tallige med hvide eller lyserøde kronblade. Frugterne er brune, slanke kapsler med mange frø..
Rodsystemet består af højtliggende hovedrødder med et tæt filtet netværk af finrødder.
Rhododendron degronianum når en højde på 2,5 m og en kronebredde på ca. 3 m.

## Hjemsted
Rhododendron degronianum hører hjemme i skove og græsområder i Japan. Arten optræder dels som skovbundsplante og i skovbryn, men dels også som enkeltstående eller kratdannende i højtliggende sætere. Øen Yakushima er udnævnt til at være verdensarv på grund af den meget variarede og oprindelige natur. Bjergene er meget stejle, og granit er den dominerende bjergart. Der er høj luftfugtighed og stor nedbørsmængde (4.400-10.000 mm/år). Vegetationen skifter med stigende højde, og arten vokser i det tempererede og subalpine bælte, hvor kryptomeria er det dominerende træ. Sammen med den findes bl.a. Camellia sasanqua (en art af kamelia), Gentiana yakushimensis (en art af ensian), hjultræ, japansk kryptomeria, japansk ædelgran, Juniperus sargentii (en art af ene), koralevighedsbær, Pseudosasa owatarii og sieboldhemlock

## Underarter og varieteter
- Rhododendron degronianum subsp. degronianum
- Rhododendron degronianum subsp. heptamerum
- Rhododendron degronianum subsp. yakushimanum (også, men fejlagtigt kaldet: ”Rhododendron yakushimanum”)

## Galleri
- Blomster
- Blade
- Gammel bark
- Vækstform
- Habitat

## Note
1. ↑  efloras: ’’Flora of Pakistan’’ (engelsk)
2. ↑  World Heritage Data Sheet: Yakushima (engelsk)